# Erinothus lollialis
Erinothus lollialis är en fjärilsart som beskrevs av Walker 1859. Erinothus lollialis ingår i släktet Erinothus och familjen Crambidae. Inga underarter finns listade i Catalogue of Life.